# Colibri à coiffe blanche
Microchera albocoronata
Espèce
Statut de conservation UICN

 LC  : Préoccupation mineure
Statut CITES
Le Colibri à coiffe blanche ou colibri à couronne blanche (Microchera albocoronata) est une espèce d'oiseaux de la famille des Trochilidae.

## Répartition
Il est présent au Costa Rica, Honduras, Nicaragua et Panama.

## Habitat
Ses habitats sont les forêts tropicales et subtropicales humides de basses et hautes altitudes. On la trouve aussi sur les sites d'anciennes forêts lourdement dégradées.

Carte de répartition.

## Sous-espèces
D'après Alan P. Peterson, cette espèce est constituée des deux sous-espèces suivantes :
- Microchera albocoronata albocoronata (Lawrence, 1855) ;
- Microchera albocoronata parvirostris (Lawrence, 1865).